# Narrengilde Reute
Die Narrengilde Schussentäler e.V. Reute ist eine Narrenzunft, die den Brauchtum der Schwäbisch-Alemannischen Fastnacht in Reute bei Bad Waldsee pflegt. Die Gilde ist Mitglied im Alemannischen Narrenring (ANR). Aufgrund besonderer Traditionspflege erhielt die Narrengilde das Unesco-Siegel „Immaterielles Kulturerbe Schwäbisch-Alemannische Fastnacht“ verliehen und genießt vor allem im oberschwäbischen Raum große Bekanntheit. Der Narrenruf lautet: „Wa muinet´r - Ha wellaweag“.

## Entstehung

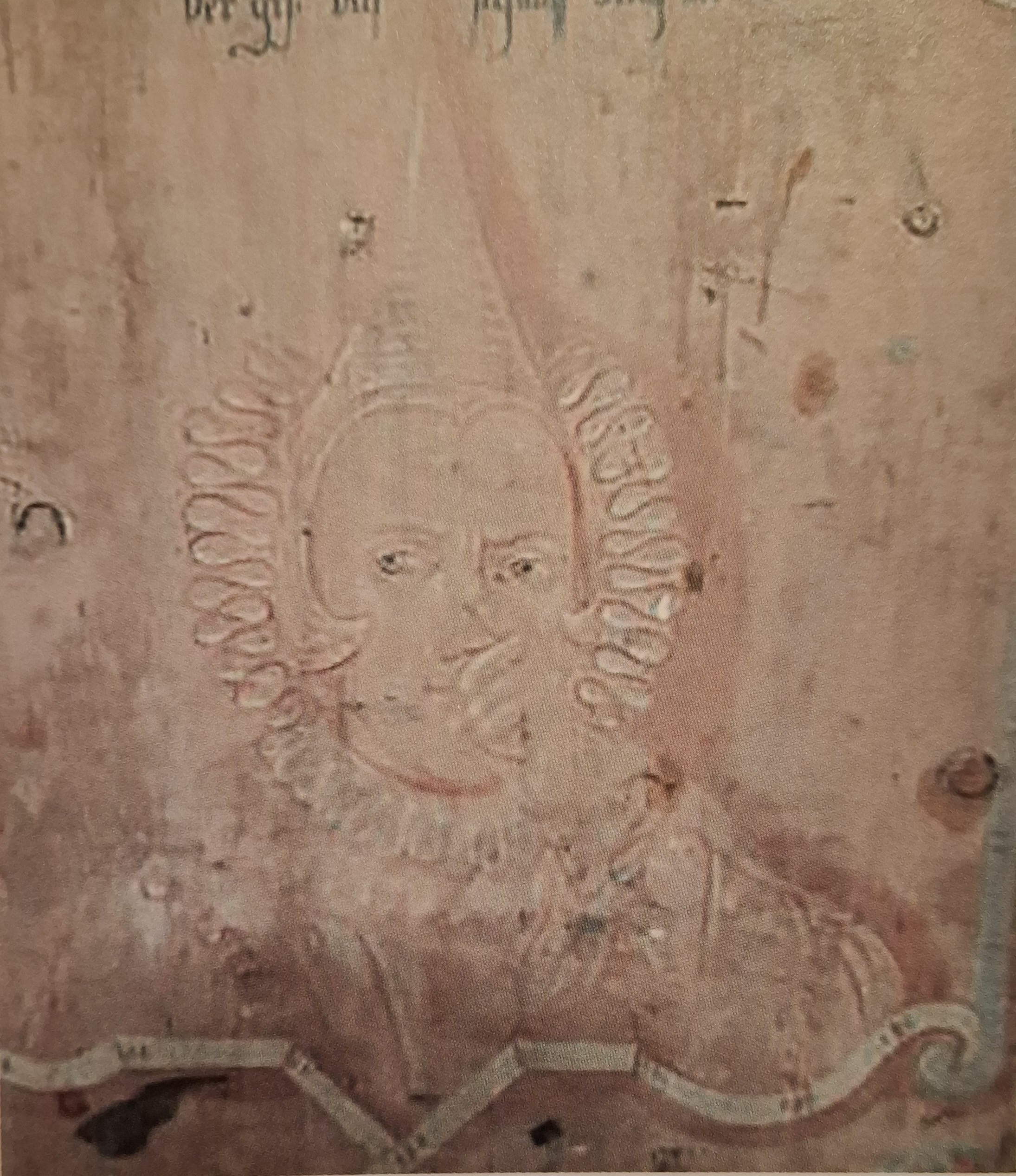
Porträt im Pfarrhaus Reute

Die Narrengilde Reute wurde offiziell am 7. Dezember 1963 im Gasthaus „Hirsch“ gegründet. Bereits zuvor war die Fasnet ein fester Bestandteil der örtlichen Tradition, wobei das früheste dokumentierte Zeugnis ein Tanzverbot aus dem Jahr 1756 ist, das vom Abt Antonius Johler erlassen wurde. 2013 entdeckte man im ehemaligen Pfarrhaus eine Abbildung eines Clowns aus dem Jahr 1739. Nach dem Zweiten Weltkrieg wurde das Durchführen der Fasnetsumzüge ab 1961 wiederbelebt. Eine zentrale Rolle spielte dabei die Zigeunergruppe, bestehend aus Vater, Mutter, Musikanten, Scherenschleifern und einem Bären, die in den Häusern um Gaben baten und ihre Waren feilboten, um die örtliche Kinderfasnet zu finanzieren.
Im Jahr 1964 wurde das Gildewappen entworfen. 1974 veranstaltete die Gilde ihren ersten Narrensprung. Im selben Jahr trat der Verein dem Alemannischen Narrenring bei, was ihre Reichweite und Anerkennung weit über die Gemeindegrenzen hinaus erweiterte.

## Masken

### Goiß

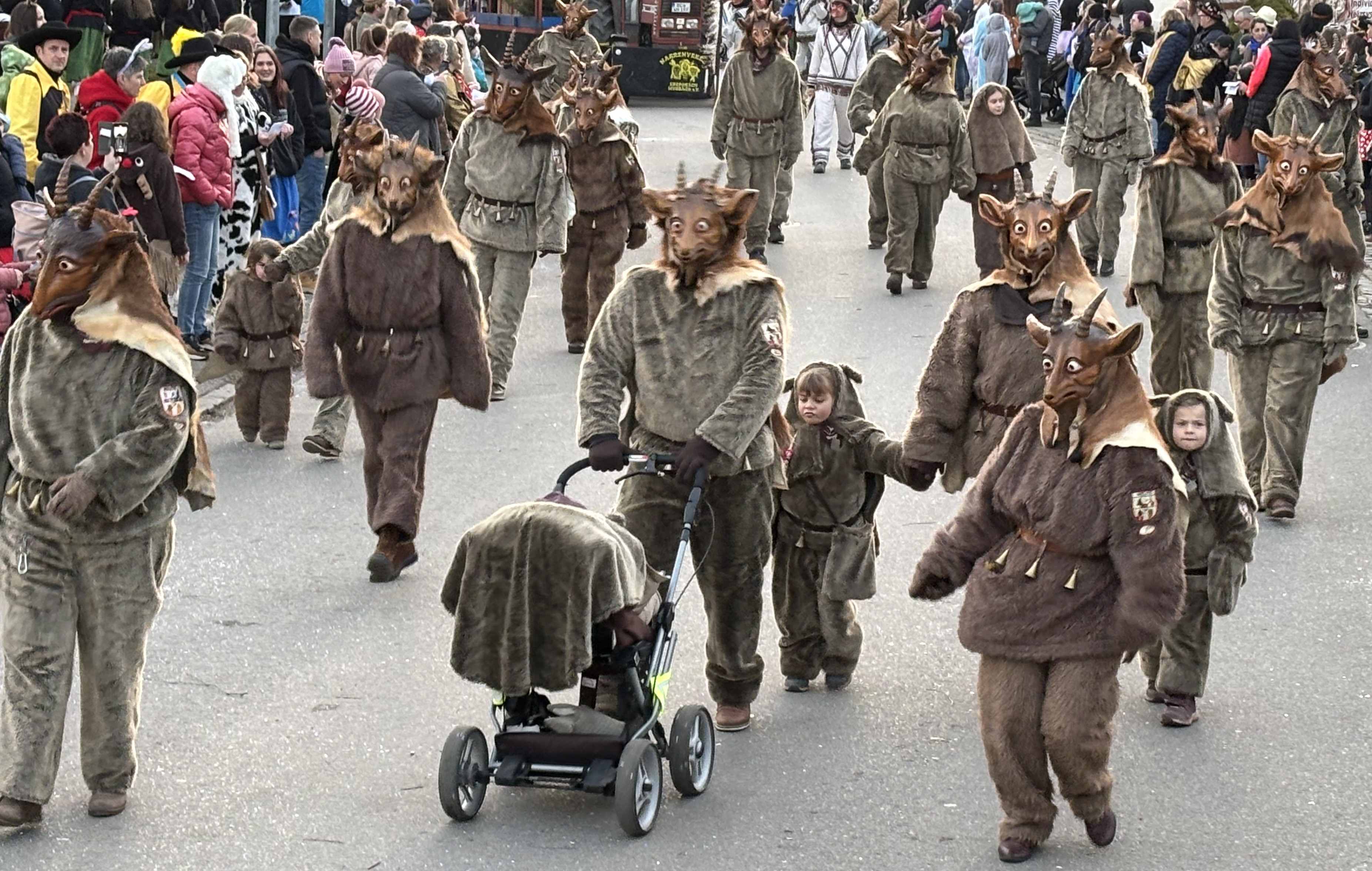
Goißa

Inspiriert nach dem zu Reute gehörenden Bahnhof Durlesbach und dem Lied Auf de schwäbsche Eisabahne, entstand 1971 die Goiß als erste Holzmaske. Im Schwäbischen wird Goiß als Bezeichnung für eine Ziege verwendet. Die Reutener Narren gehen davon aus, dass die Ziege vor ihrem tragenden Ende für reichlich Nachwuchs sorgte.
Die Goißamaske wird mit echtem Ziegenfell ergänzt. Da heute noch jede Maske von Hand geschnitzt wird, erhält jede ihr individuelles Aussehen. Über dem Plüschfell wird ein Gürtel mit Glocken getragen. Diese Maskengruppe sorgt mit Schabernack bei Umzügen für Begeisterung.

### Schussentäler

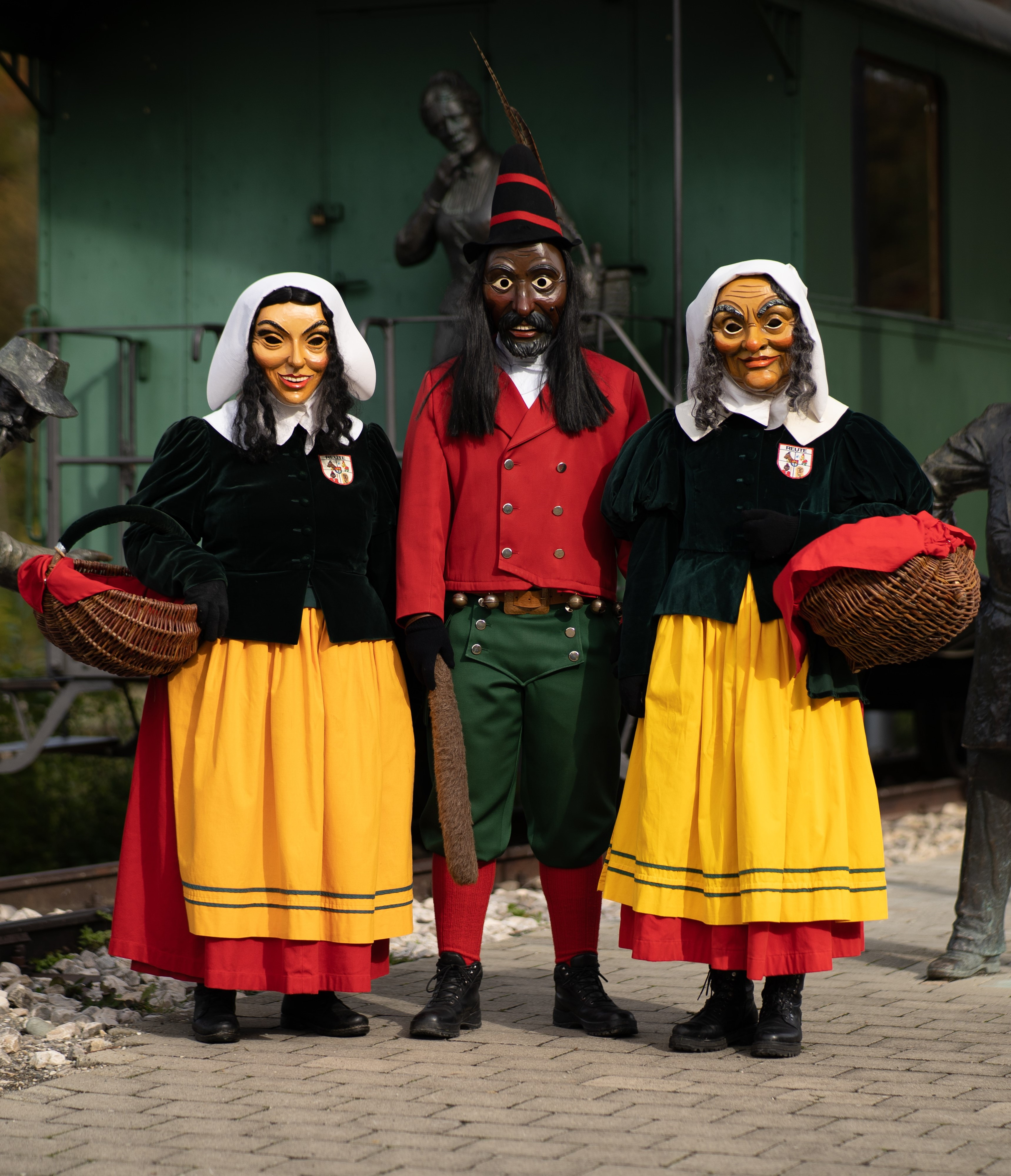
Schussentäler & Schwaaz Ageth

Seit dem ersten Reutener Umzug bereicherten aufwändig dekorierte Wägen den Narrensprung, welche jährlich zum sich wechselnden Motto gestaltet wurden. Später blieb man bei einer Räubergruppe in Anlehnung an die Räuberbande des Schwarzen Veri. Diese Räuberbande war einst Stammgast in einer Gaststätte in Reute und im Storchenstadel im Schussental. Seit dem ersten Reutener Umzug kleiden sich die Räuber in einheitlichen Kostümen, tragen eine Holzmaske und symbolisieren den Schwarzen Veri.
Die Schussentäler-Maske besticht durch eine verwegene Miene mit tiefbraunem Teint, schwarzem Bart und wallendem Haar. Der schwarze Kegelhut mit rotem Band und Fasanenfedern ergänzt das Bild. Die Kleidung umfasst eine rote Jacke, grüne Hose und rote Strümpfe. Ein brauner Plüschwedel dient dazu, die Zuschauer zu streicheln.

### Schwaaz Ageth
Die Schwaaz Ageth kam 2001 zu den Schussentälern hinzu. Inspiriert von einer historischen Diebin mit schwarzem Haar trägt sie einen roten Rock mit gelber Schürze, grüne Jacke und weiße Haube. In ihrem Korb bewahrt sie Süßigkeiten für die Zuschauer. Die Maske gibt es in zwei Varianten: als junge, hübsche Diebin und als gealterte Dame mit grauem Haar.

### Riedrälle

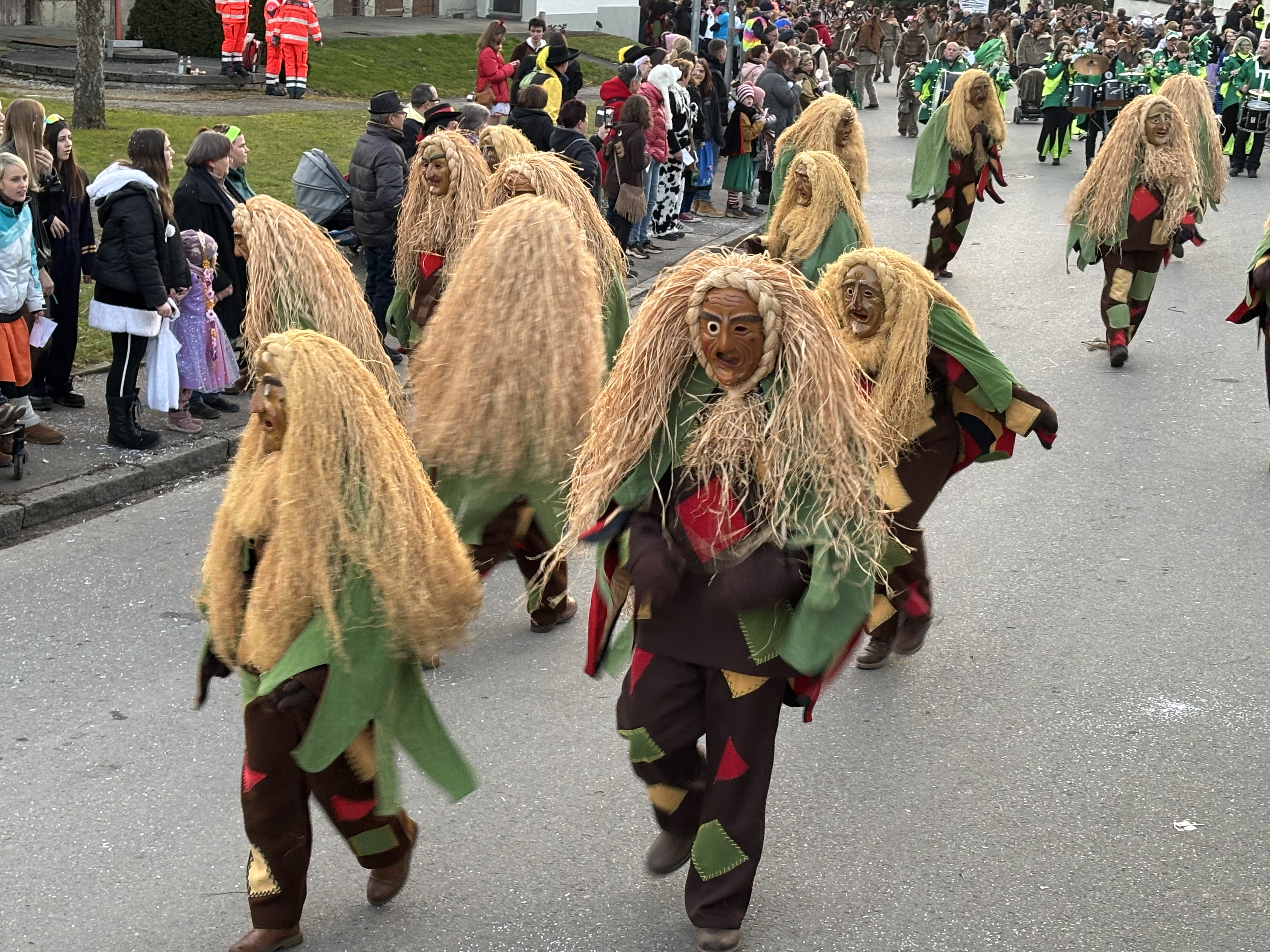
Riedrälle

Der Riedrälle ist seit 1974 ein fester Bestandteil der Reutener Fasnet. Ursprünglich als „Riedmeckeler“ bekannt, trugen die Narren Kostüme aus Rupfensäcke und Perücken aus Hanf. Statt Holzmasken wurden Gesichter geschminkt.
Heute prägen die Masken eine lange Bastmähne und ein braunes Häs mit bunten Flicken das Erscheinungsbild. Ein grüner Umhang mit lodernden Flammen auf der Unterseite verleiht dem Riedgeist ein wildes Aussehen. Die Figur stellt eine Schreckgestalt aus der nahen Riedlandschaft um Reute dar und soll die Torfstecher, welche ihnen das Moor „klauen“ verjagen. Mit dem Birkenstecken springt der Rälle über so manche Hindernisse.

## Weitere Figuren und Gruppen

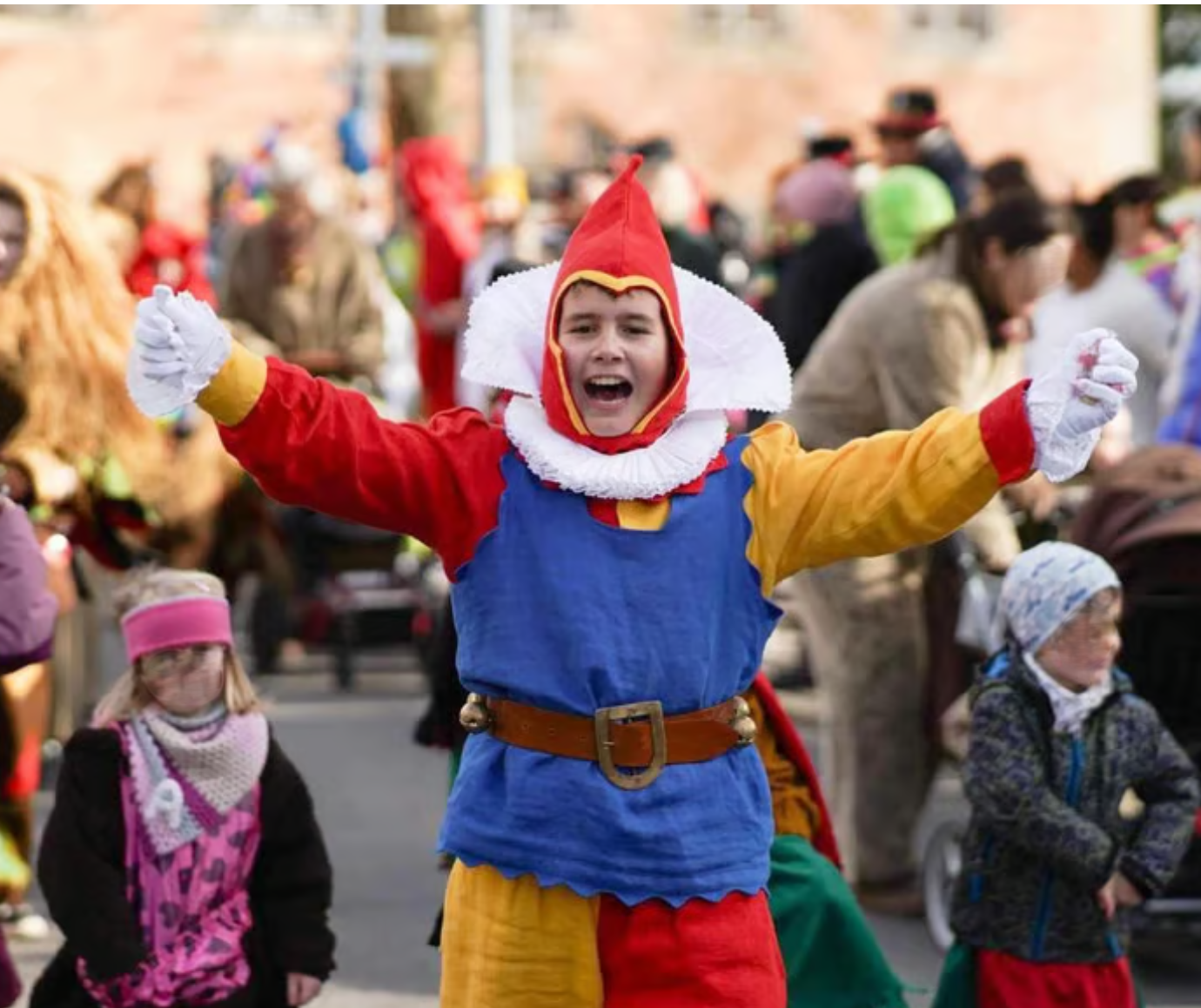
Truchanarr

### Truchanarr
Beim Maskenwecken steigt zum Fasnetsbeginn ein Narr aus der Truhe. Da das damalige Kostüm mit der Zeit sehr in Mitleidenschaft gezogen wurde, benötigte man ein neues Häs. Zum 50-jährigen Bestehen der Narrengilde organisierte der Verein eine Ausstellung im Gebäude des einstigen Pfarrhauses und Gerichts. Bei der Vorbereitungsarbeit entdeckte man eine Abbildung eines Narren aus dem Jahr 1739. Dies diente als Anlass, ein neues Häs zu schaffen. Der Truchanarr trägt eine Hose und ein Oberteil in rot und gelb geteilt. Eine blaue Weste komplettiert das Kostüm.

### Büttel

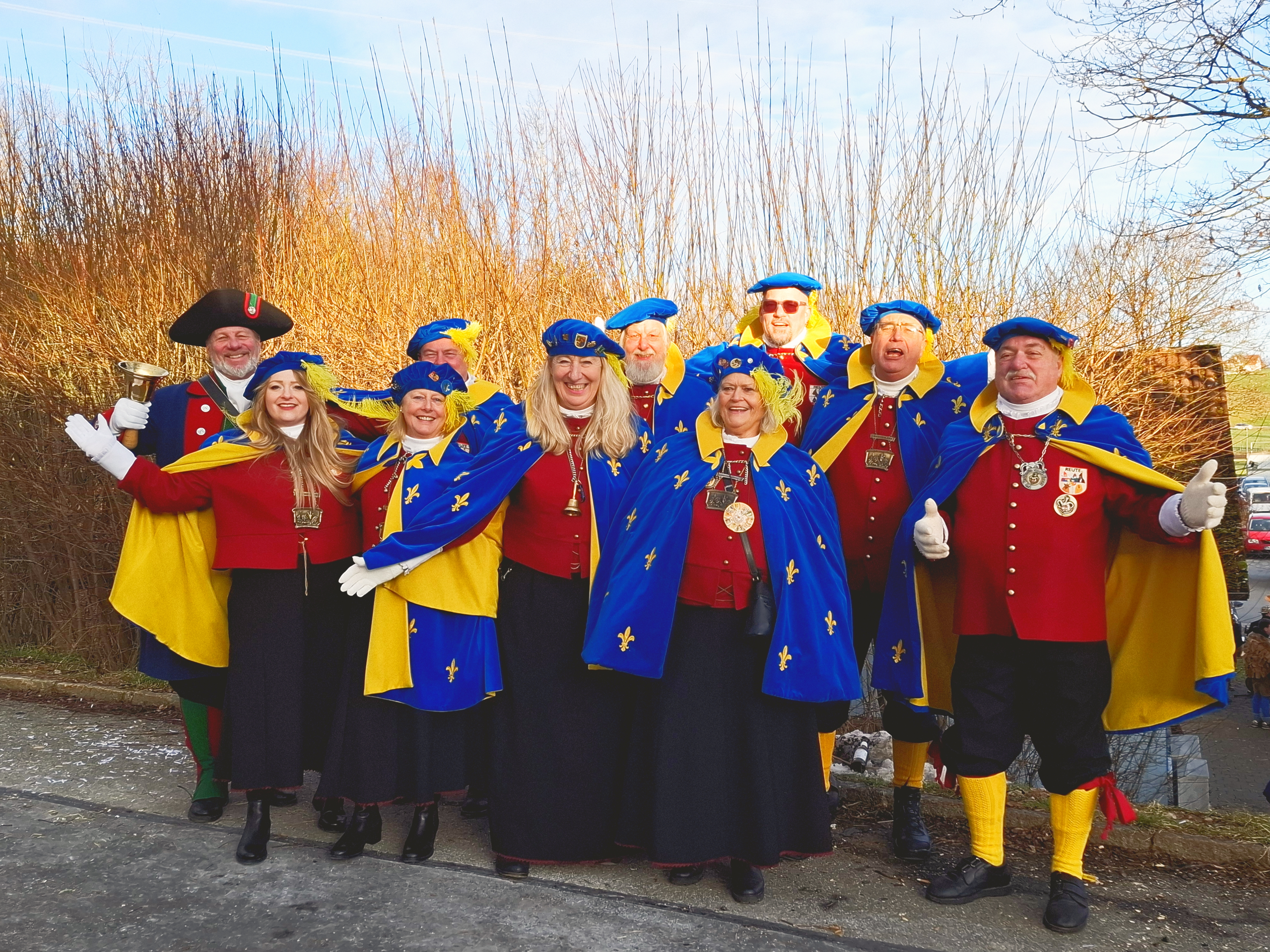
Vorstand und Narrenrat

Der Büttel gehörte seit Vereinsgründung zur Vorstandsschaft. Anfangs kleideten sich die Inhaber dieses Amts als ganz normale Hästräger. 2011 wurde ein Kostüm für den Büttel erschaffen. Als Vorlage diente der Reutener Gerichtswaibel, ein uniformierter Gerichtsdiener mit Säbel bewaffnet, als Reute im 14. Jahrhundert im Besitz einer eigenen Gerichtsbarkeit war. Anfang des 19. Jahrhunderts wurde dieser durch einen Polizeidiener ersetzt.

### Blaue
Seit dem Jahr 1975 tragen der Narrenrat und die Vorstandschaft das sogenannte blaue Häs, das aus einem blauen Umhang und einem blauen Hut besteht. Der Umhang ist mit gelben, gestickten Pfadlilien verziert, die auf das Wappen des Ortes zurückgehen. Dieses vornehme Erscheinungsbild erinnert an die Zeit, in der Reute noch eigenes Gericht besaß und spielt auf die Dorfgeschichte an.

### Zigeunervolk

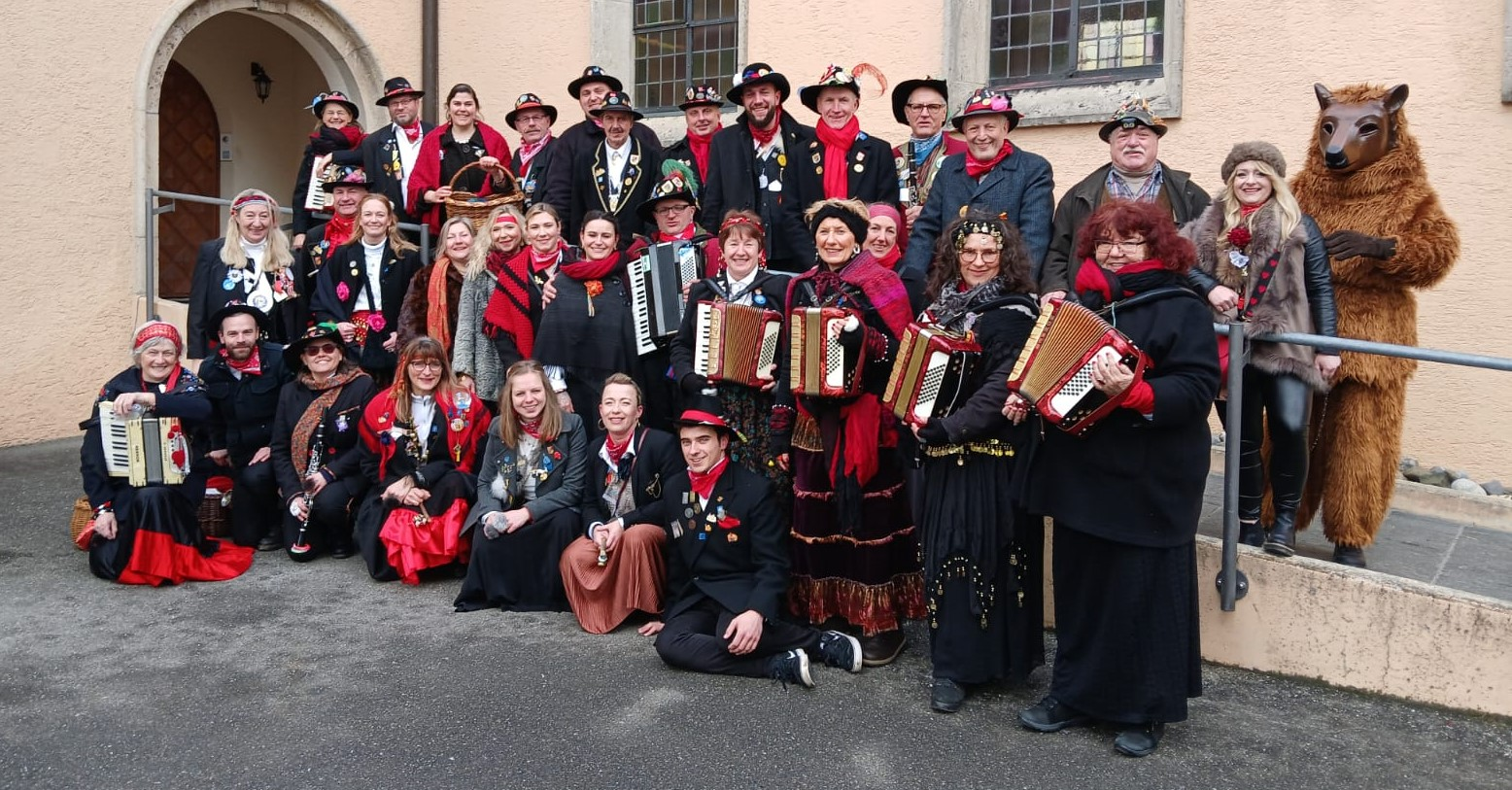
Zigeunervolk

Das Zigeunervolk zieht in der Hochfasnet von Gumpiger Donnerstag bis Fasnetssamstag durch die Ortschaft um sich Spenden und Gaben für die Kinderfasnet zu erschnorren. Zu den sogenannten „Schnurrern“ gehören Zigeuner, Scheerenschleifer und Musikanten. Am Gumpigen Donnerstag geht die Gruppe in die Schule, um die Schüler vom Unterricht zu befreien und besucht die Kindergärten in der Gemeinde.

## Brauchtum
Am Elften Elften wird der Fasnetsauftakt gefeiert. Traditionell werden die Masken bei der Goißawäsch am Sonntag nach Dreikönig abgestaubt, in dem der Truchanarr aus seiner Truhe erwacht. Ein fester Bestandteil dieser Ballveranstaltung ist der namensgebende Programmpunkt. Neue Maskenträger der Goißagruppe werden unter einem Brunnen gewaschen.
Das Reutener Umzugswochenende findet jährlich eine Woche vor der Hochfasnet statt. Nachdem Narrenrechtabholen in der Ortschaftsverwaltung können die Narren ausgelassen feiern. Am Samstag veranstalten die Narren einen Kinderumzug mit anschließendem Narrenbaumstellen und einen großen Kindernachmittag in Form einer Ballveranstaltung. Am Sonntag bildet dann der Narrensprung mit tausenden Umzugsteilnehmern den Höhepunkt des Wochenendes.
Am Fasnetsdienstag findet beim Fasnetsverbrennen ein Trauerumzug zum Dorfplatz statt. Dort angekommen kehrt der Truchanarr in seine Kiste zurück und die Fasnet wird in Form einer Puppe verbrennt.
Das Tradition des Maibaumstellens wird seither von der Narrengilde gepflegt. Jährlich wird der Maibaum am Abend vor dem 1. Mai aufgestellt.

## Patenzünfte
Bei der Aufnahme in den Alemannischen Narrenring konnte die Narrengilde Reute sich die Ravensburger Schwarze Veri Zunft e. V. und die Narrenzunft Henkerhaus e. V. Baienfurt 1936 als Paten gewinnen. Aufgrund von Namensgleichheiten mit anderen Zünften wurden die Riedmeckeler zu Riedrällen und die Räubergruppe des Schwarzen Veris zu Schussentäler kurzerhand umbenannt.
Die Narrengilde half mehreren Zünften bei der Aufnahme in den ANR, in dem sie sich selbst als Pate zur Verfügung stellte.
- Narrenzunft Bergatreute
- Narrenzunft Chadaloh Haidgau
- Narrenzunft Laudonia Lauingen
- Narrenzunft Michelwinnaden
- Narrenzunft Drecketer Bläse
- Narrenzunft Schindelbach Zollenreute